# Jonathan Clements
Jonathan Michael Clements (nacido el 9 de julio de 1971) es un autor y guionista británico. Sus obras de no ficción incluyen biografías de Confucio, Koxinga y Qin Shi Huangdi (el primer emperador de China), así como columnas de opinión mensuales para la revista Neo. También es coautor de enciclopedias de anime y dramas de televisión japoneses.

## Libros
- The Moon in the Pines (2000, reimpreso en tapa blanda como Zen Haiku, 2007)
- The Anime Encyclopedia: A Guide to Japanese Animation Since 1917 (1.ª ed. 2001, 2.ª ed. 2006, 3.ª ed. 2015 con Helen McCarthy)
- The Dorama Encyclopedia: A Guide to Japanese TV Drama Since 1953 (2003, con Motoko Tamamuro)
- The Pirate King: Coxinga and the Fall of the Ming Dynasty (2004, publicado en tapa blanda como Coxinga, 2005)
- Confucius: A Biography (2004, expandido en 2.ª ed. 2017)
- A Brief History of the Vikings (2005)
- The First Emperor of China (2006, 2.ª ed. 2015)
- Wu (2007, 2.ª ed. 2014)
- Beijing: The Biography of a City (2008, 2.ª ed. como An Armchair Traveller's History of Beijing, 2016)
- Mannerheim: President, Soldier, Spy (2009)
- A Brief History of the Samurai (2010)
- Admiral Togo: Nelson of the East (2010)
- A Brief History of Khubilai Khan (2010)
- Sun Tzu's Art of War: A New Translation (2012)
- An Armchair Traveller's History of the Silk Road (2013)
- Anime: A History (2013)
- An Armchair Traveller's History of Finland (2014)
- Christ's Samurai: The True Story of the Shimabara Rebellion (2016)
- A Brief History of the Martial Arts (2016)

En 2011, se convirtió en editor colaborador de The Encyclopedia of Science Fiction 3.ª edición, con responsabilidad especial para las entradas en chino y japonés.